# Feira Nova (Pernambuco)
Feira Nova é um município brasileiro do estado de Pernambuco.

## Aspectos físicos
Em aspectos naturais, predomina a vegetação de transição, já que o município é a porta de entrada do agreste, no sentido leste-oeste. O clima é tropical.
Com altitude de 154 metros, o município se localiza à latitude 7°57'03" sul e à longitude 35°23'21" oeste. Sua população estimada em 2009 era de 20.052 habitantes, distribuídos em 118,83 km² de área.

## História
Distrito criado com a denominação de Jardim, pela lei estadual n° 1931, de 11 de setembro de 1928, subordinado ao município de Glória do Goitá. Em divisão administrativa referente ao ano de 1933, o distrito de Jardim figura no município de Glória do Goitá. Assim permanecendo em divisões territoriais datadas de 31 de dezembro de 1936 e 31 de dezembro de 1937. Pelo decreto-lei estadual nº 235, de 09 de dezembro de 1938, o distrito de Jardim passou a denominar-se Feira Nova. Em divisão territorial datada de 1° de julho de 1950, o distrito de Feira Nova figura no município de Feira Nova. Assim permanecendo em divisão territorial datada de 1° de julho de 1960. 
Elevado à categoria de município com a denominação de Feira Nova, pela lei estadual nº 4945, de 20 de dezembro de 1963, desmembrado de Glória do Goitá. Sede no antigo distrito de Feira Nova. Constituído do distrito sede. Instalado em 08 de março de 1963. Em divisão territorial datada de 31 de dezembro de 1963, o município é constituído do distrito sede. Assim permanecendo em divisão territorial datada de 2005. 

### Prefeitos eleitos
Segue uma linha histórica dos prefeitos eleitos:
- João Severiano da Rocha (1965-1968; 1972-1975);
- Aloísio Correia de Barros (1969-1971);
- Adauton Cândido Gonzaga (1976-1982; 1988-1991);
- Antônio Ramalho Lopes (1983-1987; 1992-1995);
- José Aguiar da Silva (1996-2000);
- Jairo Cândido Gonzaga (2001-2003; 2004-2007);
- Marilene Chaves de Santana (2008-2009);[5]
- Nicodemos Ferreira de Barros (2009-2012; 2013-2015);
- Danilson Gonzaga (2016-atual).